# Couloisy
 Couloisy  es una población y comuna francesa, en la región de Picardía, departamento de Oise, en el distrito de Compiègne y cantón de Attichy.

## Demografía
| 241 | 256 | 331 | 439 | 464 | 528 |
| Para los censos de 1962 a 1999 la población legal corresponde a la población sin duplicidades (Fuente: INSEE [Consultar]) |     |     |     |     |     |